# Liste des termes techniques de l'ameublement
Ceci est un lexique qui regroupe les termes technique de l'ameublement bois.

## A

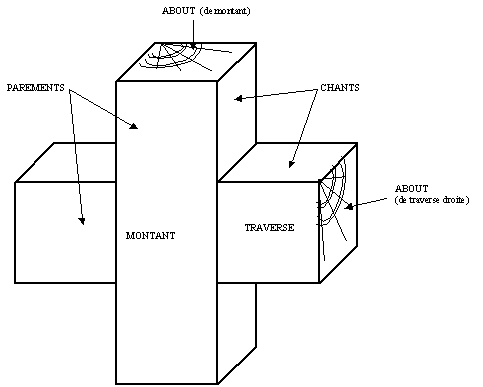
parties d'un assemblage.

- Abrasif ou Papier de verre : C'est le matériel utiliser pour poncer la pièce avant d'appliqué les produits de finition
- Arasement

## C
- Ciseau à bois

## D
- Dégauchisseuse : Cette machine permet de dresser un angle droit sur une pièce brut afin de faciliter son rabotage
- Dormant (menuiserie)
- Doucine (outil)

## F
- Feuillure

## J
- Joue

## L
- Lamello

## M
- Mortaiseuse
- Maillet (outil)
- Mi-bois

## P
- Ponceuse à bande
- Ponceuse orbitale
- Parement

## Q
- Queue-d'aronde
- Assemblage à queue droite

## R
- Raboteuse (bois) : Cette machine réalise des face parallèle dresser à l'aide de la dégauchisseuse.
- Rabot
- Rainure

## S
- Serre-joint

## T
- Toupie
- Traverse
- Tenon : partie mâle du système de fixation tenon et mortaise
- Trusquin